# 사세보 여고생 살해 사건
사세보 여고생 살해 사건(일본어: 佐世保女子高生殺害事件)은 2014년 7월 26일 나가사키현 사세보시에서 발생된 살인 사건이다. 이 사건의 피해자는 사세보시에 소재하고 있는 한 공립고등학교에 재학 중인 여고생인 것으로 밝혀졌다. 시신이 발견되어 있는 맨션(아파트)에 거주하고 있는 동급 여고생이 긴급 체포된 것으로 드러나고 있다. 다만 체포된 용의자는 피해자를 자택인 맨션에서 뒤통수를 둔기와 유사한 형태로 수 차례 폭행하고, 끈 모양의 것으로 목을 졸라 죽이려고 하는 혐의를 부인하고 있다. 나가사키현 경찰에 따르면 해당 시신에는 목과 왼쪽 손목이 각각 절단된 상태인 것으로 파악하고 있다.

## 개요
해당 살해 사건의 배경을 보면, 2014년 7월 23일 해당 가해자의 계모의 의견에 따르면, 고양이를 죽이고 즐거운 일이나 살인 욕구에 대해 말해진 것으로 보고되었다. 또한 사건 전날이었던 25일, 부모가 해당 병원과 협의하였으나 해당 병원 측에 따르면 '입원하기는 시설 사정상 당일의 입원이 보류된 것으로 파악하였다.'라고 알려진 사실로 보인다. 그리고, '당장이라도 경찰에 신고하지 않고 아동상담소에 가겠다'는 방침에 일치를 보였지만, 그날 당시 아동상담소에 전화로 문의하여 상담하였지만, 해당 관계자로부터 거절당한 상태가 되었던 것으로 보인다. 이유는 서머타임이라서 그렇다.
피살된 해당 피해자는 사건이 발생되기 1주일 전에 가해자의 집에 놀러가면 가족에게 말한 것으로 보인다. 피해자와 가해자 두 아이들은 26일 낮, 사세보시의 시내 번화가에서 쇼핑을 즐긴 뒤 가해자의 아파트로 돌아간 것으로 보인다.

### 살해 과정
살해사건과 관련된 2명은 중학교, 고등학교 모두 같은 학교를 다니고 고등학교의 경우 같은 반으로 배정되어 있던 것으로 보인다. 현지 경찰에 따르면 마쓰오 아이와(松尾愛和·15)는 전날 오후 2~3시 무렵에 "놀다 오겠다"며 외출한 뒤 이날 오후 6시 40분쯤 "이제 집에 가"라고 문자 메시지를 전송시켰으나, 귀가하지 않자 밤 11시쯤 부모가 경찰에 실종 신고를 하였다.
또한 경찰이 7월 27일 새벽 3시 20분쯤 살해 혐의를 받고 있는 학생의 집을 찾아가 침대에서 피를 흘리며 반듯이 누워 있는 마쓰오를 발견하였다. 해당 침대와 그 주위에는 절단에 사용된 것으로 보이는 칼과 폭행할 때 사용한 것으로 보이는 공구까지 발견되었다. 다만 시신에는 다른 부위까지 절단하려 한 흔적도 남아 있었다.
나가사키현 현지 경찰에서 시신 발견 다시 살해 혐의를 받은 여고생은 방 안에 없었으나, 해당 맨션 내에서 발견되자마자 즉시 체포되었다. 해당 학생이 최초에는 '모른다', '저녁쯤에 헤어졌다'라고 경찰에 말하였으나 사세보 경찰서로 가서 조사를 받는 과정상 혐의가 인정되었다고 경찰은 설명하였다.
다만 살해를 일으킨 문제의 가해 학생은 어머니가 2013년 가을 세상을 떠난 뒤 아버지가 올해 재혼하였고 사세보시의 시내에서 거주하는 아버지로부터 독립한 뒤 지난 2014년 4월부터 홀로 거주하고 있었던 것으로 보인다. 해당 학생이 다닌 고등학교 교장 선생님의 의견에 따르면, 두 사람은 친한 관계로 지냈다는 의견이 있었다.

## 여담
이 사건의 여파가 상기의 내용과 같은 해명에도 여론은 아버지에게 싸늘했고, 사회적인 압박을 버티지 못한 가해자의 아버지는 결국 같은 해 10월 5일 자택에서 53세를 일기로 스스로 목숨을 끊어버렸다.

## 같이 보기
- 사세보 소학교 6학년 여아 동급생 살해 사건
- 김해 여고생 살인 사건
- 수원 토막 살인 사건
- 고유정 전 남편 살해 사건
- 쾌락살인
- 토막 살인
- 사이코패스